# Batalla de Tolosa (721)

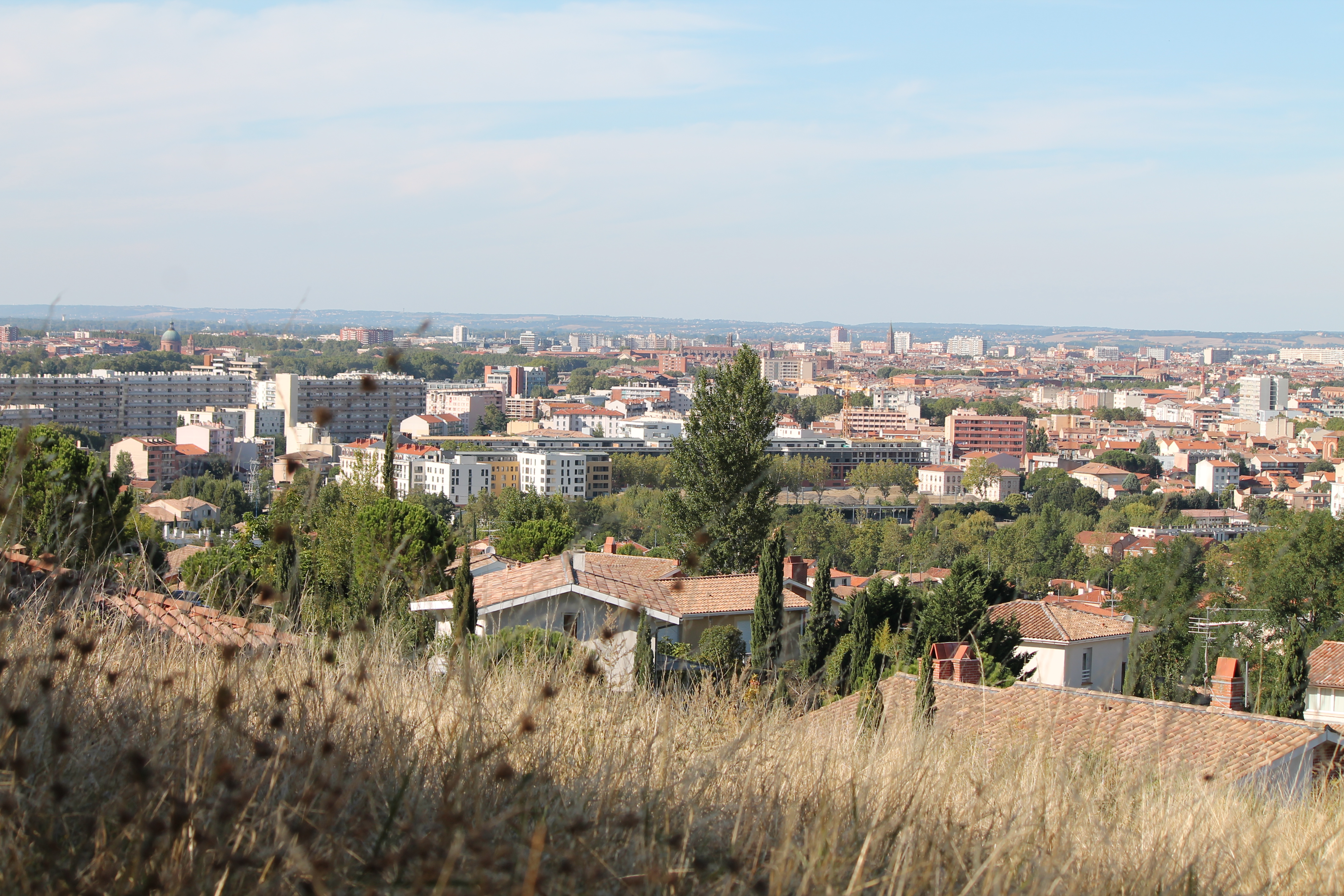
Lugar donde ocurrió la batalla.

La batalla de Tolosa (721) fue una victoria del ejército franco comandado por el duque Odón de Aquitania, sobre el ejército musulmán del Califato Omeya.
As-Samh ibn Malik al-Jawlani, gobernador (o valí) musulmán hispano, forjó un poderoso ejército desde África del Norte, Yemen y Siria para conquistar Aquitania, un gran ducado al suroeste de la actual Francia, formalmente bajo soberanía de los francos, pero en la práctica, casi independiente a manos de los duques de Aquitania.
Al-Jawlani puso asedio a la ciudad de Tolosa, por entonces la ciudad aquitana más importante. El duque se vio forzado a partir para solicitar ayuda, regresando tres meses más tarde, justo cuando la ciudad estaba a punto de rendirse y caer en manos de los musulmanes invasores el 9 de junio de 721, en lo que ahora se conoce como la batalla de Tolosa. La victoria en esta batalla consiguió temporalmente evitar el avance musulmán más hacia el oeste de Narbona ocupada por los omeyas en el 719, junto con Agda, Béziers, Lodève y Villeneuve-lès-Maguelone.